# 革命社会主义工人党 (土耳其)
革命社会主义工人党（土耳其语：Devrimci Sosyalist İşçi Partisi，缩写为DSİP）是土耳其的一个托洛茨基主义政党。该党成立于1997年4月27日。该党的意识形态是托洛茨基主义、反资本主义、反凯末尔主义。该党的政治立场是极左翼。该党的创始人是Şevket Doğan Tarkan。该党的共同发言人是Meltem Oral和Şenol Karakaş。该党是人民民主大会和国际社会主义倾向的成员。2025年，该党有91名成员。